# 香港囲碁協会
香港囲碁協会（ホンコンいごきょうかい、英: Hong Kong Go Association, HKGA）は、国際囲碁連盟に加入している香港の非営利団体であり、1982年の設立から一貫して香港における囲碁普及に取り組んでいる。
現在では「中國香港圍棋協會（英: Hong Kong Go Association, CHINA）」の表記を使っている。

## 団体の独立性
香港囲碁協会は中国本土にある中国囲棋協会とは独立して活動しており、中国棋院の傘下ではない。アジア競技大会などの国際大会には「中国香港（C.HONG KONG）」として独自のチームを結成して参加している。同様にマカオの囲碁団体（Clube de Xadrez “Wei Qi” de Macau）も「中国マカオ（MACAO, CHINA）」として独自のチームで参加している。

## 団体名の英語表記
中国語圏で用いられる囲碁の英語表記は Weiqi である。例えば中国囲棋協会の英語表記は Chinese weiqi association であり、シンガポール囲碁協会の英語表記は Singapore weiqi association である。しかし協会が設立された当時、香港はまだイギリスから返還されていなかったため、イギリスなどで使われる Go （碁）の表記がそのまま団体名に使われることとなった。

## 活動背景
香港には日本・中国・韓国・台湾ほどの囲碁人口もなければプロ制度もないが、日本・中国・韓国・台湾以外では最も囲碁が盛んな地域と言っても過言ではない。その理由として以下の事実が挙げられる。
1. 1987年に世界青少年囲碁選手権大会が香港で開催されている[3]。
2. 若い世代への囲碁普及も進んでおり、世界学生囲碁王座戦にも代表選手を派遣している[4][5][6]。
3. 各種の国際アマチュア大会で香港の選手が優秀な成績を残している：

- 相鉄杯世界女流アマチュア囲碁選手権戦 - 香港代表の簡螢が1990年に優勝、1989年と1991年に準優勝、1994年には3位になっている。
- 国務総理杯世界アマチュア囲碁選手権戦 - 香港代表の陳乃申が2009年に3位入賞している
- 世界アマチュア囲碁選手権戦 - 陳嘉鋭をはじめ、何人もの香港代表選手が上位入賞を果たしている[7][8][9][10][11][12][13]。

協会の設立以来、香港における囲碁人口と選手レベルは確実に向上しており、協会はこの進歩に少なからず貢献している。